# شومبور (كيبك)
شومبور (بالإنجليزية: Chambord, Quebec)‏ هي بلدية محلية في كيبيك تقع في كندا في Le Domaine-du-Roy Regional County Municipality. يقدر عدد سكانها بـ 1,773 نسمة ومساحتها 170.90 كم2 .